# Cella (Noceto)
Cella è una frazione del comune di Noceto, in provincia di Parma.
La località dista 6,87 km dal capoluogo.

## Geografia fisica
Il borgo sorge tra le colline dell'Appennino parmense alla quota di 168 m s.l.m., sulla sponda sinistra del torrente Recchio.

## Storia
Il territorio di Cella risultava abitato già durante l'età del bronzo, come testimoniato dal rinvenimento di alcuni reperti riferibili ai Terramaricoli.
In epoca medievale Cella fu menzionata per la prima volta nel 1189, quando fu assegnata, insieme a numerose altre località del Parmense, al marchese Oberto I Pallavicino da parte dell'imperatore del Sacro Romano Impero Federico Barbarossa.
Nel 1348 Donnino Pallavicino ereditò dal padre Manfredino, in seguito alla divisione col fratello Oberto, i feudi di Zibello, Ravarano, Casola, Monte Palerio, Sant'Ilario Baganza, Cella e Parola.
Nel 1360 il marchese Oberto Pallavicino ottenne conferma dell'investitura feudale dall'imperatore Carlo IV di Lussemburgo.
Nel 1441 Niccolò Piccinino convinse Filippo Maria Visconti del tradimento di Rolando il Magnifico e si fece incaricare di conquistarne lo Stato Pallavicino; il Marchese fu costretto alla fuga e tutte le sue proprietà furono incamerate dal Duca di Milano, che nel 1442 assegnò al condottiero il feudo di Costamezzana, con Cella e Borghetto, e numerosi altri nel Parmense, tra cui Solignano, Sant'Andrea, Taro, Miano, Varano Marchesi, Banzola, Visiano, Tabiano, Monte Manulo, Bargone, Gallinella, Felegara e Monte Palerio. Alla morte del Piccinino, nel 1445 Filippo Maria investì del feudo i figli Jacopo e Francesco, ma pochi anni dopo la zona tornò nuovamente a Rolando il Magnifico.
Alla morte del Marchese nel 1457, il castello di Costamezzana con le sue dipendenze fu assegnato al figlio Giovan Manfredo, marchese di Polesine, che lo trasmise ai suoi discendenti; l'ultimo marchese Giulio morì nel 1600 e il feudo fu assorbito dalla Camera ducale di Parma.
Nel 1625 il feudo di Cella e Costamezzana fu acquistato dal marchese Alessandro Bergonzi e nel 1706 fu elevato rango di marchesato dal duca Francesco Farnese, che lo assegnò al governatore di Parma Benedetto Mischi; i suoi discendenti ne detennero i diritti fino alla loro abolizione sancita da Napoleone nel 1805.

## Monumenti e luoghi d'interesse

### Chiesa di Santa Maria Assunta

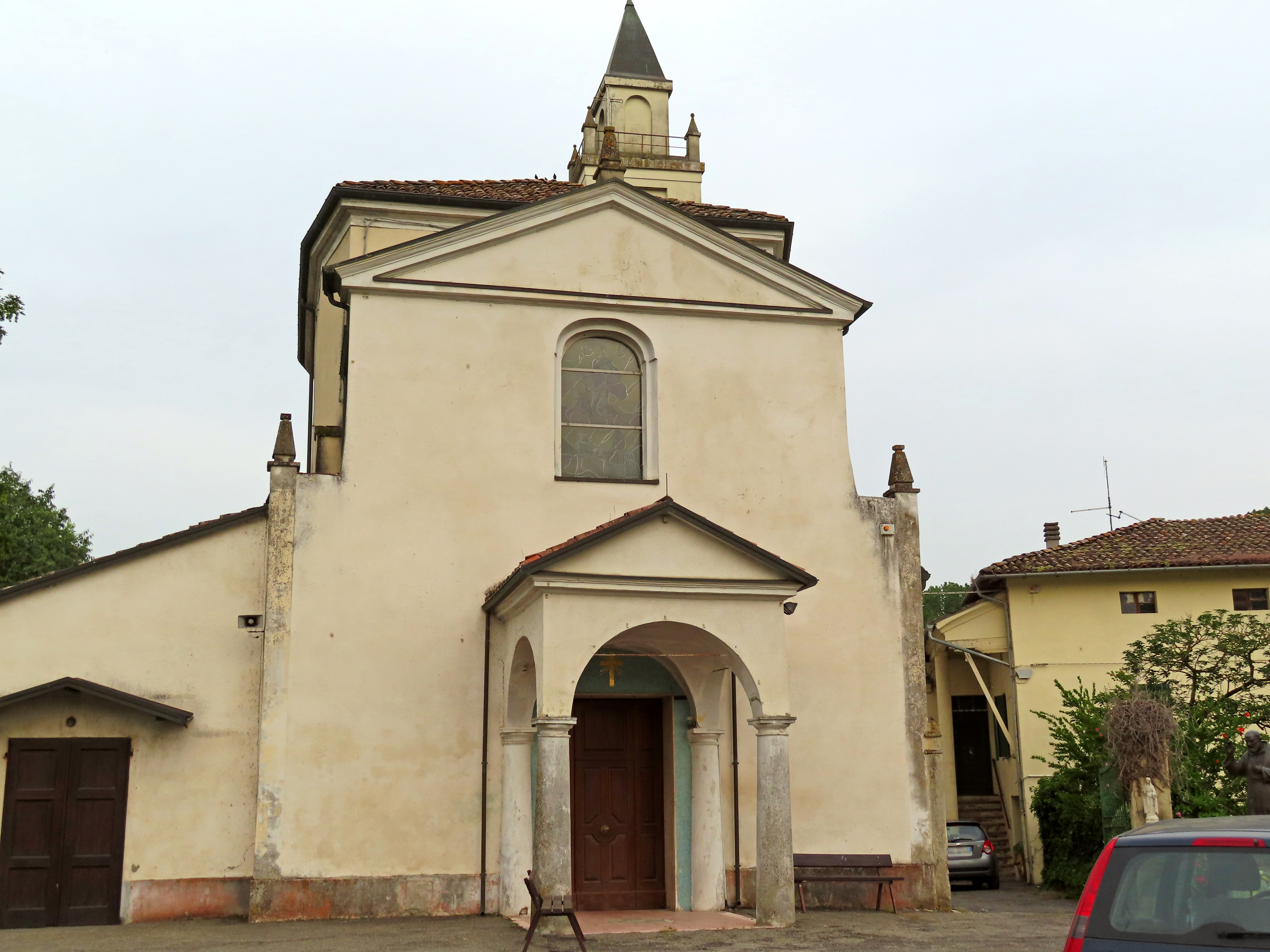
Chiesa di Santa Maria Assunta

Menzionata per la prima volta nel 1196, la pieve romanica fu aggregata nel 1601 alla nuova diocesi di Borgo San Donnino; completamente ricostruita in stile barocco tra il 1630 e il 1650 circa, fu decorata intorno alla metà del XVIII secolo; riassegnata alla diocesi di Parma nel 1963, fu restaurata tra il 1990 e il 2000. Al suo interno l'aula, sviluppata su una pianta centrale ellittica, è coperta da un'elaborata cupola affrescata a motivi geometrici; sul fondo del presbiterio l'ancona tardo-seicentesca sull'altare maggiore, riccamente decorata con putti e cariatidi, accoglie una statua lignea settecentesca raffigurante l'Immacolata Concezione.

### Croce del Monte Piè
Costruita nel 1998 e collocata sulla sommità del Monte Piè, la croce in ferro fu benedetta il 12 settembre di quell'anno dal vescovo di Fidenza Maurizio Galli; alta col basamento 10 m, è arricchita da una statua raffigurante la Regina della Pace, posta ai suoi piedi.